# 山本理兵衛
山本 理兵衛（やまもと りへえ、生没年不詳）とは、江戸時代の京都の絵師。

## 来歴
『扁額軌範』によれば、「五郎丸曾我時宗を抱止むる図」という北野天満宮奉納の扁額（絵馬）に「寛永二十一年霜月吉日　山本理兵衛筆」の落款があったというが、その経歴については不明。作画期は寛永から正保の頃とされている。